# Sancho II de Vasconia
Sancho II Sánchez o Sans II Sancion (muerto en algún momento entre 854 y 864) sucedió a su hermano Aznar Sánchez como conde de Vasconia Citerior (Gasconia) en 836, pese a las objeciones de Pipino I, Rey de Aquitania.

## Biografía
A la muerte de Pipino en 838, la confusión envolvió el sur de la Galia. La mayoría de los condes aquitanos eligieron rey a Pipino II, pero el Emperador Ludovico Pío, instado por su mujer Judith, redividió el vasto reino Worms en mayo de 839, concediendo toda Aquitania, Gascuña, Septimania y la Marca hispánica a su hijo más joven, Carlos el Calvo. Luis envió un ejército imperial al Lemosín e instaló a su hijo en Poitiers. Los partidarios de Pipino fueron derrotados y Luis procedió a nombrar nuevos condes. Un Seguin fue nombrado en Burdeos para contrarrestar a Sancho, que ahora actuaba virtualmente solo.
Seguin fue nombrado dux Wasconum por Luis el Piadoso —es decir, duque de la marca que guardaba la frontera con los Gascones, dirigidos por Sancho, probablemente vasco él mismo. Seguin fue matado más tarde ese año en batalla con los Vikingos. En 848, Burdeos quedó sin dirigente después de la retirada vikinga. No se sabe con seguridad si Sancho tomó posesión de la ciudad, pero es ciertamente posible. El historiador Ferdinand Lot supone que Sancho fue incluso nominado duque en Limoges u Orleans por Carlos el Calvo ese mismo año. Se sometió con seguridad en 850. Junto a su cuñado Emenon, Conde de Périgord, marido de su hermana Sancha, Sancho fue capturado por el cacique moro Musa. Carlos negoció su liberación y, a cambio, Sancho le entregó a Pipino II cuando éste buscó refugio en Gasconia en septiembre de 852.
En o antes de 864, Sancho murió y el ducado de Gasconia pasó a su sobrino Arnoldo, hijo de Emenon. El posterior duque García Sánchez pudo haber sido su hijo .

### Primario
- Pertz, G, ed. Chronici Fontanellensis fragmentum En Mon. Ger. Hist. Scriptores, Vol. II.
- Pertz, G, ed. Chronicum Aquitanicum En Mon. Ger. Hist. Scriptores, Vol. II.
- Waitz, E, ed. Annales Bertiniani. Hanover: 1883.

### Secundario
- Higounet, Charles. Bordeaux Racimo le haut moyen edad. Bordeaux, 1963.
- Lewis, Archibald R. El Desarrollo de Sociedad francesa y catalana Del sur, 718@–1050. Universidad de Prensa de Texas: Austin, 1965.

| Predecesor: Aznar | Duque de Vasconia 836 - 854 | Sucesor: Arnoldo |

- Datos: Q171694